# Signe Fahl
Signe Fahl (født 1973) er en dansk forfatter.